# Nikołajewka (obwód uljanowski)
Nikołajewka (ros. Николаевка) – osiedle typu miejskiego w Rosji, w obwodzie uljanowskim, ośrodek administracyjny rejonu nikołajewskiego. W 2010 liczyło 6389 mieszkańców.